# جرج فارمر (بازیکن فوتبال، زاده ۱۸۶۳)
جرج فارمر (انگلیسی: George Farmer; Q1 1863 – 4 may ۱۹۰۵ (۴۱−۴۲ سال)) بازیکن فوتبال اهل پادشاهی متحد بریتانیای کبیر و ایرلند بود.
از باشگاه‌هایی که در آن بازی کرده‌است می‌توان به باشگاه فوتبال اورتون اشاره کرد.
وی همچنین در تیم ملی فوتبال ولز بازی کرده‌است.